# Economia das Ilhas Virgens Britânicas
A economia das Ilhas Virgens Britânicas é uma das mais prósperas do Caribe. De acordo com o CIA World Factbook, em 2004 o Território tinha o 12º mais alto PIB per capita do mundo. A economia do Território é baseada nos "pilares gêmeos" do turismo, que gera um estimado de 45% da renda nacional, e do serviço financeiro, que gera quase todo o restante.

## Turismo
Um estimado de 350.000 turistas, principalmente dos Estados Unidos da América, visitaram as ilhas em 1997. A maior parte da renda com o turismo nas Ilhas Virgens Britânicas é gerado pela indústria de fretamento de iates. O Território tem relativamente poucos hotéis se comparado com outros centros turísticos do Caribe. As Ilhas Virgens Britânicas recebem também turistas de navios de cruzeiros, embora estes gerem relativamente pouca renda. Porém, os passageiros dos navios de cruzeiro são uma importante fonte de renda para os motoristas de táxi, que representam uma voz politicamente importante no Território.

## Serviços financeiros
No meio da década de 1980, o governo começou a oferecer registros para as companhias offshore que desejassem se estabelecer nas ilhas, e as taxas de incorporação geram atualmente rendas significativas. Um número estimado de 550.000 companhias estavam registradas como offshore em 2004. A adoção de uma lei de seguros no final de 1994, que estipula uma cobertura de confidencialidade com regulamentação legal para a abertura de investigação de delitos criminais, é esperado tornas as Ilhas Virgens Britânicas ainda mais atrativas para os negócios internacionais. 
As Ilhas Virgens Britânicas são atualmente um dos principais centros de companhias offshore do mundo. Mais de 700.000 companhias de offshore foram formadas nas Ilhas Virgens Britânicas, embora apenas aproximadamente 450.000 permaneçam em atividade (as demais foram dissolvidas ou canceladas). Isto responderia por aproximadamente 42% das estimadas 1,1 milhão de companhias offshore incorporadas em todo o mundo. 
Em 2000, a KPMG foi incumbida pelo Governo britânico para produzir um relatório sobre as indústrias financeiras offshore em geral, e o relatório indicou que aproximadamente 41% das companhias offshore do mundo foram formadas nas Ilhas Virgens Britânicas. As Ilhas Virgens Britânicas são atualmente um dos maiores centros finaceiros de offshore do mundo, e ostenta uma das rendas mais altas per capita do Caribe.
Em 12 de abril de 2007 o Financial Times publicou que as Ilhas Virgens Britânicas eram a segunda maior fonte de investimentos estrangeiros diretos do mundo (atrás de Hong Kong) com mais de US$123.000.000.000. Quase todas essas somas são diretamente atribuídas a investimento pela indústria de finanças offshore do Território.

## Agro-pecuária
O crescimento da criação de gado tornou-se a mais importante atividade da agro-pecuária local; o solo pobre limita a possibilidade das ilhas de produzirem os gêneros alimentícios necessários para o consumo doméstico. 

## Dolarização
Por causa de ligações tradicionalmente fortes com as Ilhas Virgens Americanas, as Ilhas Virgens Britânicas utilizam o dólar americano como sua moeda desde 1959.

## Estatísticas da CIA World Factbook
Economia - avaliação
PIB
paridade do poder de compra - $853,4 milhões (est. 2004)
PIB - taxa real de crescimento
7% (est. 2006)
PIB - per capita
paridade do poder de compra - $20,200 (2005 est.)
PIB - composição por setor

agro-pecuária:
1,8%

indústria:
6,2%

serviços:
92% (est. 2005)
População abaixo da linha de pobreza
NA% (2004)
Taxa de inflação (preços de consumo)
2% (2005)
Força de trabalho
12.770 (2004)
Força de trabalho - por ocupação
agro-pecuária: 0,6%, indústria: 40%, serviços: 59,4% (est. 2005)
Taxa de desemprego
3,6% (2005 est.)
Orçamento

receitas totais:
$254.017.000 (est. 2007)

despesas:
$222.386.300 (est. 2007)
Indústrias
turismo, indústria leve, de construção, rum, blocos de concreto, centro financeiro offshore
Taxa de crescimento da produção da agro-indústria
4% (1985)
Eletricidade - produção
42 GWh (1998)
Eletricidade - produção por recurso

combustível fóssil:
100%

hidro:
0%

nuclear:
0%

outra:
0% (1998)
Eletricidade - consumo
39 GWh (1998)
Eletricidade - exportação
0 kWh (1998)
Eletricidade - importação
0 kWh (1998)
Agro-pecuária - produtos
frutas, legumes; criação de gado, aves domésticas; peixe fresco
Exportações
$25,3 milhões (est. 2002)
Exportações - produtos
rum, peixe fresco, frutas, animais; cascalho, areia
Exportações - parceiros
Ilhas Virgens Americanas, EUA, Porto Rico (2004)
Importações
$187 milhões (est. 2002)
Importações - produtos
máquinas e equipamentos, veículos automotores, materiais de construção, gêneros alimentícios
Importações - parceiros
Ilhas Virgens Americanas, EUA, Porto Rico (2004)
Dívida - externa
$36,1 milhões (est. 2004)
Ajuda econômica - recebida
$NA (2004)
Moeda
1 dólar americano (US$) = 100 cents
Taxa de câmbio
É utilizada a moeda americana
Ano fiscal
1 de abril–31 de março